# Къща на Желябов
Къщата на Желябов се намира на ул. „Шипка“ № 2 във Варна.
Къщата е построена от инж. Геро Геров, син на Найден Геров, през 1905 г. Разположена е на ъгъл, като на първия ѝ етаж се помещавала аптеката на Бораджиев. На втория етаж е живял варненският юрист и политик Жеко Желябов, женен за дъщерята на Коста Ранков.